# اشلدهام
اشلدهام (به انگلیسی: Asheldham) یک روستا، آبادی و محله مدنی در بریتانیا است که در مالدون واقع شده‌است. اشلدهام ۱۴۲ نفر جمعیت دارد.